# 마칸 맵
마칸 맵은 중국 신장 위구르 자치구의 온라인 대화형 지도이다. ·  ·  ·  이 지역은 중국 영토의 16%인 1,664,897km2의 면적을 차지하고 있다. 지리적, 행정적, 사회경제적 기본 데이터를 시각화하고 통계 분석을 수행하며 이 지역에 대한 주제 지도를 만들 수 있다. 마칸 맵은 신장 지역의 첫 번째 다국어 지도이다. 위구르어, 중국어, 프랑스어, 영어의 4개 언어로 만들어졌다. 현재 버전은 마칸 맵의 두 번째 버전이다. 향후 출시를 위해 개발을 계속하고 있다.

## 개발
- 마칸 맵의 첫 번째 버전은 2014년 5월에 출판되었다.
- 두 번째 버전은 2019년 5월부터 운영되고 있다.

## 설명
데이터는 표, 그래프, 일반 지도 및 주제 지도의 네 가지 형태로 게시된다.

### 표
표는 통계 데이터를 동적으로 도구 설명에 표시한다. 사회경제적 지표의 수는 행정 구역에 따라 다른데, 도 단위가 123개, 현 단위가 47개, 지역 단위가 40개이다. 지표는 지리, 인구, 행정 구역 단위, 재정, 무역, 에너지, 천연자원, 농업 및 산업 생산, 교육, 관광 등 다양한 분야를 다룬다.

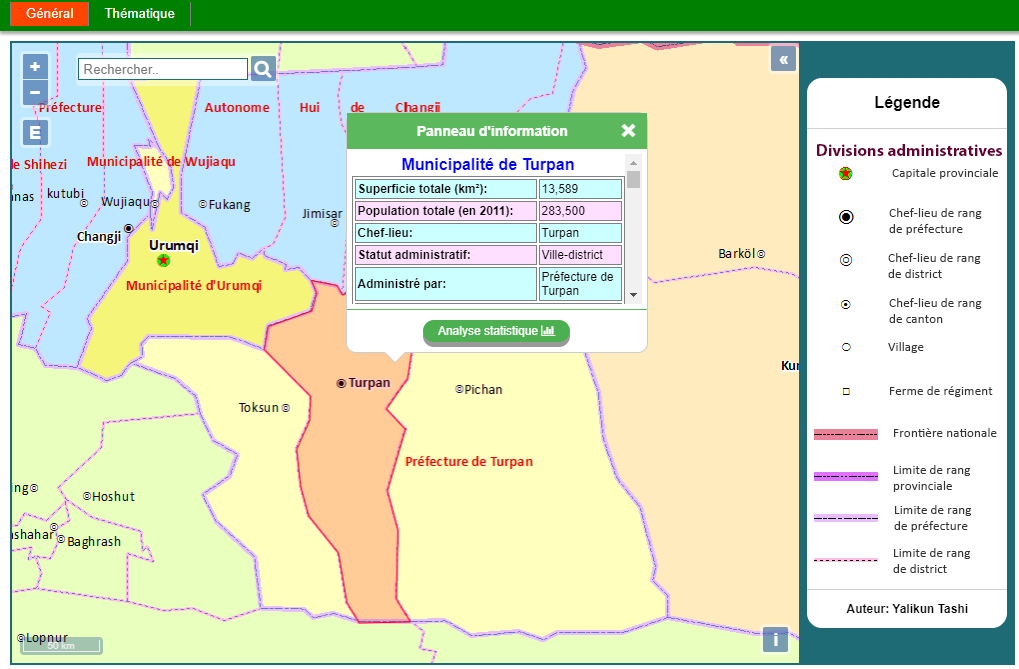
동적 데이터를 보여주는 표

### 그래프
이 지도는 선 도표, 산점도, 막대 그래프, 파이 그래프, 박스 플럿 및 점 도표와 같은 여섯 가지 유형의 통계 데이터를 그래픽으로 표현한다. 통계 변수는 관리 부서에 따라 동적으로 바뀐다. 그래픽 매개 변수도 사용자 지정할 수 있다.

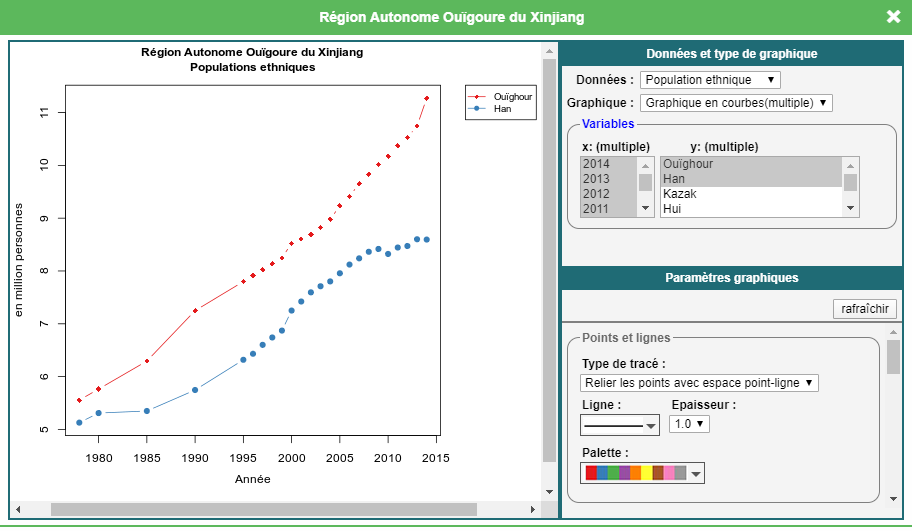
선 도표

### 일반 지도
일반 지도는 상호작용적인 5개의 눈금으로 표시된다. 처음의 4개의 눈금은 도, 현, 구, 마을의 행정 수준에 해당하고 마지막의 눈금은 그 지역의 지형도를 보여준다. 지도에 표시된 지리적 실체는 행정 구역, 도시, 마을, 교통, 수계, 농업, 임업, 축산, 산업, 지형학, 관광 및 기타를 포함한다.

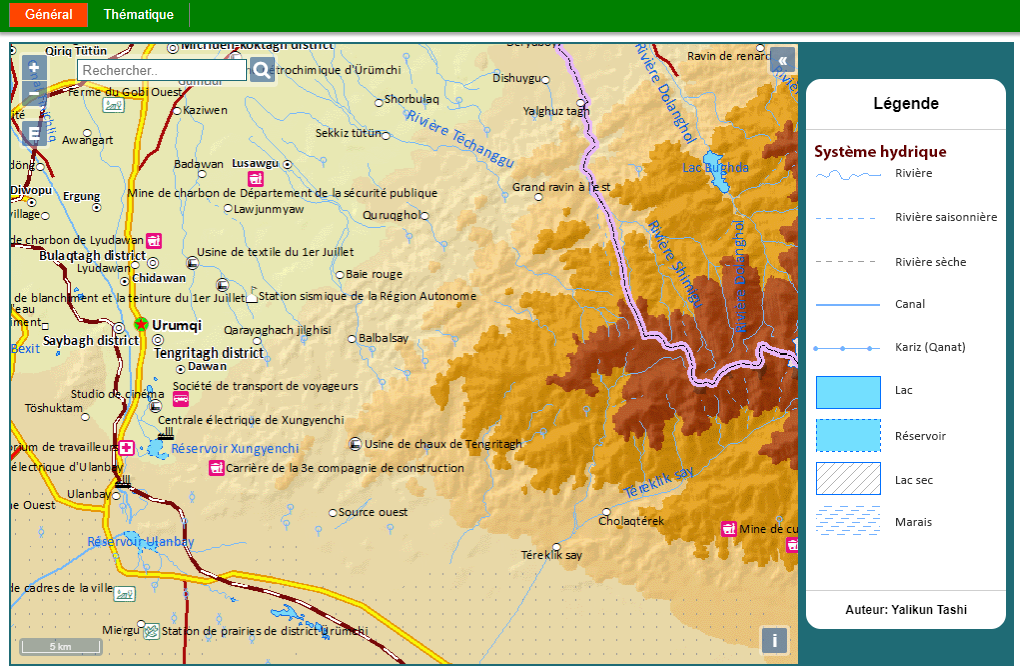
신장 지역의 일반 지도

### 주제 지도
네 가지 종류의 지도가 가능하다: 초로플릿, 파이플롯, 점밀도 지도, 막대 플롯. 지도 제작 선택은 사용자에게 부과되며 그래픽 기호학을 무시할 수 없다. 1949년부터 2014년까지 43개의 주제를 사용할 수 있다. 사용자들은 선택한 주제와 지도 설정에 따라 대화식으로 주제 지도를 제작한다.

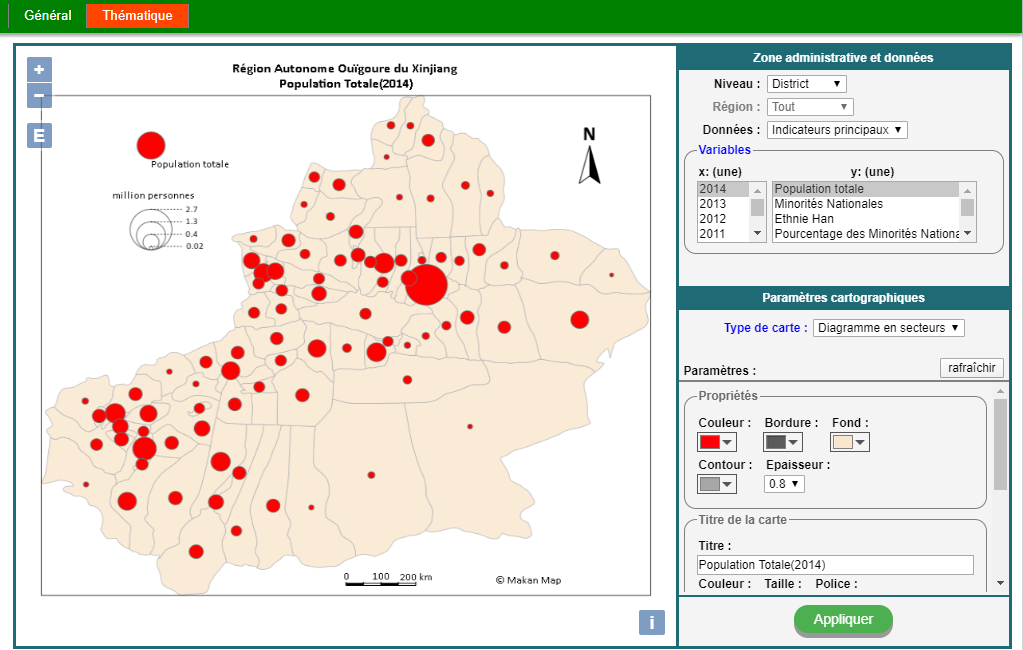
주제 지도